# Myrmecozela diacona
Myrmecozela diacona är en fjärilsart som beskrevs av Walsingham 1907. Myrmecozela diacona ingår i släktet Myrmecozela och familjen äkta malar.
Artens utbredningsområde är Algeriet. Inga underarter finns listade i Catalogue of Life.